# إديث دورهام
ماري إديث دورهام (بالإنجليزية: Edith Durham) (8 ديسمبر 1863 – 15 نوفمبر 1944) كانت فنانة، وعالمة أنثروبولوجيا، وكاتبة بريطانية، نالت الشهرة بسبب تقاريرها الأنثروبولوجية حول الحياة في ألبانيا في بدايات القرن العشرين.

## بعثات البلقان
بعد وفاة والدها، حملت دورهام مسؤولية العناية بوالدتها المريضة لسنوات عديدة. تبين أن ذلك تجربة مرهقة؛ حين بلغت 37 عامًا، أوصى طبيبها بأن تأخذ إجازة في منطقة نائية للتعافي. ذهبت برحلة بحرية على طول شاطئ دالماسيا، مسافرة من ترييستي إلى كوتور ثم عن طريق البر إلى ستنيي، عاصمة الجبل الأسود. جعلها ذلك تتذوق حياة البلقان الجنوبية التي احتفظت بها لبقية حياتها.
سافرت دورهام على نطاق واسع في البلقان خلال السنوات العشرين التالية، مركزة تحديدًا على ألبانيا، التي كانت حينها واحدة من أكثر المناطق الأوروبية عزلة وتخلفًا. عملت في مجموعة متنوعة من منظمات الإغاثة، ورسمت وكتبت وجمعت الفولكلور والفنون الشعبية.
ساهمت كثيرًا في صحيفة مان، وأصبحت زميلة في المعهد الملكي لعلم الإنسان، غير أن كتاباتها كانت بهدف كسب شهرة محددة. كتبت سبعة كتب عن الشؤون البلقانية، كان أشهرها ألبانيا العليا (1909)، الذي ما فتئ يُعد الدليل الأبرز تقاليد مرتفعات ألبانيا الشمالية ومجتمعها.

## الفظائع الصربية
في عام 1912، سافرت دورهام إلى جنوب كوسوفو لكنها مُنعت من الدخول من قبل الجنود الصرب، وعندما سألت عن السبب، صرحوا قائلين «لم نترك ألبانيًا يحتفظ بأنفه هناك، وليس ذلك بالمنظر الجميل لموظفة بريطانية».
في عام 1928، كتبت دورهام أن اللاجئين من جوسينجي كانوا قد هربوا إلى شكودر بعد أن ألقَى الجنود الصرب الطعام من على جسر لجذب الأطفال الجياع ثم رموا قنبلة بينهم.

## نشأتها
كانت دورهام الأكبر بين تسعة أطفال؛ كان والدها، آرثر إدوارد دورهام، جراحًا لندنيًا مرموقًا. ارتادت كلية بيدفورد (1878-1882) ثم الأكاديمية الملكية للفنون لتتلقى تدريبًا بصفة فنانة. شاركت في المعارض على نطاق واسع، وساهمت بعدد من الرسومات المفصلة لمجلد البرمائيات والزواحف من سلسلة التاريخ الطبيعي لكامبريدج (نُشر عام 1899).